# 申楚
申楚（1958年—），仡佬族，中华人民共和国政治人物、第十一届全国政协委员。
加入中国民主建国会，担任民建贵州省遵义市委主委、遵义市副市长。2008年，当选第十一届全国政协委员，代表少数民族界，分入第五十组。